# Aponedyopus montanus
Aponedyopus montanus är en mångfotingart som beskrevs av Karl Wilhelm Verhoeff 1939. Aponedyopus montanus ingår i släktet Aponedyopus och familjen orangeridubbelfotingar. Inga underarter finns listade i Catalogue of Life.